# Михайловка (Ельниковский район)
Михайловка — посёлок в Ельниковском районе Мордовии России. Входит в состав Новодевиченского сельского поселения.

## История
Основан в начале 1920-х годов переселенцами из села Каменный Брод. По данным на 1931 год посёлок Михайловка состоял из 25 дворов.

## Население
| 2002 | 2010 |
| ---- | ---- |
| 2    | ↘1   |

Национальный состав
Согласно результатам Всероссийской переписи населения 2002 года, в национальной структуре населения русские составляли 100 %.